# Fuzyn
Fuzyn - odmiana petrograficzna humusowego węgla kamiennego. Głównym jego składnikiem jest fuzyt.

## Właściwości
- Budowa: włóknista.
- Połysk: jedwabisty.
- Kruchy, rozcierany brudzi palce (znane są formy zwięzłe).
- Barwa: ciemnoszara do brunatnej i czarnej.
- Rysa: czarna.
- Przełam: nierówny.
- Bardzo duża popielność, do 30%.
- Gęstość zależy od nasycenia komórek substancjami mineralnymi i waha się w granicach 1,38–1,8 g/cm3.